# Chiguayante (ort)
Chiguayante är en stad i regionen Biobío i mellersta Chile. Den är belägen vid Biobíofloden, söder om Concepción, och folkmängden uppgick till cirka 85 000 invånare vid folkräkningen 2017.